# ТЭС Конин
ТЭС Конин — угольная тепловая электростанция в центральной части Польши.

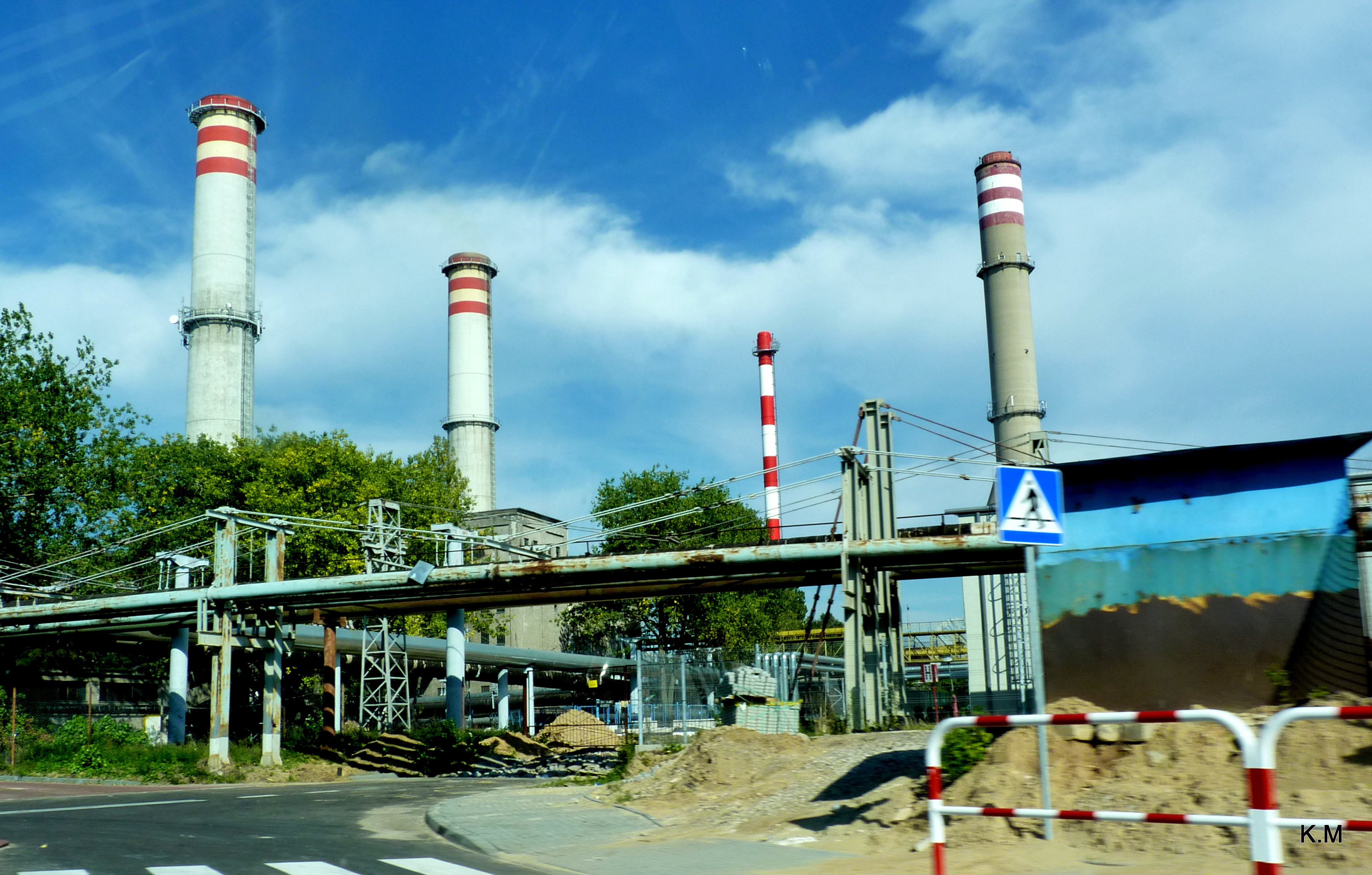
Слева две дымовые трубы, подключённые к котлам первой и второй очередей; справа — ещё две трубы установок десульфуризации

В 1947 году близ города Конин (в междуречье Вислы и Варты, примерно посередине между Лодзью и Познанью) началась добыча бурого угля открытым способом. Вскоре для эффективного использования ресурса было решено построить рядом тепловую электростанцию. Первая очередь мощностью 165 (по другим данным — 193) МВт введена в эксплуатацию в 1958–1959 годах. Она имела центральную котельную с шестью котлами ОР-130 производства компании ЕКМ и четыре турбины, поставленные чешской Škoda (мощность 28 МВт) и швейцарской Escher Wyss (мощность 55 МВт). По состоянию на начало 2000-х годов здесь оставались в работе 4 модернизированных во второй половине 1980-х котла (получившие номера К-83, К-84, К-85 и К-86), турбина Škoda (агрегат №1) и турбина Escher Wyss (агрегат №2). Кроме того, в 1994 году вместо турбины №4 установили теплофикационную 7CK60 мощностью 65 МВт, поставленную компанией Zamech из Эльблонга. К середине 2010-х годов оборудование Escher Wyss вывели из эксплуатации и планировали демонтировать котлы К-83 и К-84.
В 1961 году введена вторая очередь, которая имела установленные в центральной котельной три котла Rafako OP-230 и три конденсационные турбины ТК-50 мощностью по 50 МВт производства Zamech. На начало 2000-х годов из её состава продолжали действовать модернизированные в 1990-х до уровня ОР-280 котлы К-7 и К-8, а также турбины №5 и №6. В 2012 году турбину №6 отключили от паросборника центральной котельной и соединили с новым котлом К-12 производства Foster Wheeler. Он использует технологию циркулирующего кипящего слоя и сжигает биомассу. Мощность нового блока составила 55 МВт. В марте 2020 года заключён контракт на модернизацию котла К-7 по технологии пузырькового кипящего слоя, после чего он также будет использовать биомассу и будет соединён в блок мощностью 55 МВт с турбиной №5 (при этом новый котёл сохранит возможность подачи пара для турбины №4 в качестве резервного варианта).
В 1964 году введена третья очередь, состоявшая из двух энергоблоков №8 и №9, оборудованных котлами Rafako OP-380 и турбинами мощностью по 120 МВт. В 2010 году эту часть станции вывели из эксплуатации.
После ввода в 1964 году третьей очереди мощность ТЭС достигла максимального значения в своей истории — 583 МВт. На начало 2000-х годов (когда на станции работали агрегаты 1, 2 и заменённый №4 в составе первой очереди, а также №5 и №6 из второй) электрическая мощность ТЭС составляла 248 МВт, кроме того, она могла поставлять тепло в объёме 477 МВт. После модернизаций 2010-х тепловая мощность станции снизилась до 212 МВт. 
Для отвода продуктов сгорания на станции возвели три дымовые трубы высотой по 100 метров. В настоящее время одна из них, обслуживавшая блоки третьей очереди, демонтирована. Построены новые трубы высотой 100 и 110 метров для установок десульфуризации.
Зола транспортируется на расположенное рядом озеро Туркусове (бывший угольный карьер Гославіце).
Выдача электроэнергии осуществляется по ЛЭП, рассчитанным на напряжение 220 кВ и 110 кВ.

## Система охлаждения
Особенностью станции является её совместная с ТЭС Понтнув система охлаждения, позволившая избежать строительства градирен. Вместо этого она использует группу природных озёр, соединённых каналами общей протяжённостью около 30 км. Сложная схема циркуляции воды позволяет задействовать для охлаждения ТЭС Конин до 4 озёр (а для станции Понтнув — до пяти).